# Unione europea di ciclismo

Logo UEC

L'Unione europea di ciclismo (fr. Union européenne de cyclisme, en. European Cycling Union), nota anche con la sigla UEC, è una delle cinque confederazioni continentali membri della Unione ciclistica internazionale. È stata fondata a Zurigo il 7 aprile 1990 dai rappresentanti di 18 paesi ed oggi raggruppa le federazioni nazionali di 48  paesi. La sede è a Aigle, nel cantone di Vaud in Svizzera.
L'Unione europea di ciclismo organizza i campionati europei di ciclismo in differenti discipline: strada, mountain bike, pista, bmx, ciclocross e ciclismo indoor.
Per il quadrienno 2021-2025 presidente è l'italiano Enrico Della Casa.

## Federazioni membri
| Paese                | Federazione                                                                    |
| -------------------- | ------------------------------------------------------------------------------ |
| Albania              | Federazione albanese di ciclismo (Albanian Cycling Federation)                 |
| Germania             | Federazione tedesca di ciclismo (Bund Deutscher Radfahrer)                     |
| Andorra              | Federazione andorrana di ciclismo (Federacio Andorrana de Ciclismo)            |
| Armenia              | Federazione armena di ciclismo                                                 |
| Austria              | Federazione austriaca di ciclismo (Oesterreichischer Radsport Verband)         |
| Azerbaigian          | Federazione azera di ciclismo                                                  |
| Belgio               | Royale Ligue Vélocipédique Belge                                               |
| Bielorussia          | Federazione bielorussa di ciclismo                                             |
| Bosnia ed Erzegovina | Federazione bosniaca di ciclismo                                               |
| Bulgaria             | Unione bulgara di ciclismo                                                     |
| Cipro                | Federazione cipriota di ciclismo (Κυπριακη Ομοσπονδια Ποδηλασιας)              |
| Croazia              | Federazione croata di ciclismo (Hrvatski Biciklisticki Savez)                  |
| Danimarca            | Federazione danese di ciclismo (Danmarks Cykle Union)                          |
| Spagna               | Federazione reale spagnola di ciclismo (Real Federación Española de Ciclismo)  |
| Estonia              | Unione ciclistica dell'Estonia (Eesti Jalgratturite Liit)                      |
| Finlandia            | Unione ciclistica della Finlandia (Suomen Pyöräilyunioni)                      |
| Francia              | Federazione francese di ciclismo                                               |
| Regno Unito          | Federazione britannica di ciclismo (British Cycling)                           |
| Georgia              | Federazione georgiana di ciclismo                                              |
| Grecia               | Federazione greca di ciclismo (Ελληνικη Ομοσπονδια Ποδηλασιας)                 |
| Ungheria             | Federazione ungherese di ciclismo (Magyar Kerékpársportok Szövetsége)          |
| Irlanda              | Federazione irlandese di ciclismo (Cycling Ireland)                            |
| Israele              | Federazione israeliana di ciclismo (איגוד האופניים בישראל)                     |
| Italia               | Federazione Ciclistica Italiana (Federazione ciclistica italiana)              |
| Lettonia             | Federazione lettone di ciclismo                                                |
| Liechtenstein        | Federazione ciclistica del Liechtenstein (Liechtensteiner Radfahrerverband)    |
| Lituania             | Federazione lituana di ciclismo (Lietuvos Dviračių Sporto Federacija)          |
| Lussemburgo          | Fédération du Sport Cycliste Luxembourgeois                                    |
| Macedonia del Nord   | Federazione ciclistica della Macedonia                                         |
| Malta                | Federazione ciclistica di Malta                                                |
| Moldavia             | Federazione ciclistica della Repubblica Moldava                                |
| Monaco               | Federazione monegasca di ciclismo                                              |
| Montenegro           | Associazione ciclistica del Montenegro                                         |
| Paesi Bassi          | Union royale néerlandaise de cyclisme (Koninklijke Nederlandsche Wielren Unie) |
| Norvegia             | Federazione ciclistica norvegese (Norges Cykleforbund)                         |
| Polonia              | Federazione polacca di ciclismo (Polski Związek Kolarski)                      |
| Portogallo           | Federazione portoghese di ciclismo (Federação Portuguesa de Ciclismo)          |
| Romania              | Federazione Rumena di Ciclismo (Federația Română de Ciclism)                   |
| Russia               | Unione ciclistica della Russia (Федерации велосипедного спорта России)         |
| San Marino           | Federazione Sammarinese Ciclismo                                               |
| Serbia               | Federazione ciclistica della Serbia (Biciklisticki Savez Srbije)               |
| Slovenia             | Federazione slovena di ciclismo (Kolesarska Zveza Slovenije)                   |
| Svizzera             | Swiss Cycling                                                                  |
| Slovacchia           | Federazione ciclistica slovacca (Slovenský Zväz Cyklistiky)                    |
| Svezia               | Federazione svedese di ciclismo (Svenska Cykelförbundet)                       |
| Rep. Ceca            | Federazione ceca di ciclismo (Český Svaz Cyklistiky)                           |
| Turchia              | Federazione turca di ciclismo (Türkiye Bisiklet Federasyonu)                   |
| Ucraina              | Federazione ucraina di ciclismo                                                |
| Città del Vaticano   | Athletica Vaticana (sotto denominazione Vatican Cycling)                       |

### Associati
| Paese   | Federazione                                                                           |
| ------- | ------------------------------------------------------------------------------------- |
| Fær Øer | Federazione faroese di ciclismo e triathlon (Sersambandið fyri Súkkling og Triahtlon) |